# Rat domestique
Pour les articles homonymes, voir Rat (homonymie).
Le Rat domestique est un rat élevé en captivité. Il est le fruit de la sélection au sein d'élevages du Rat brun (Rattus norvegicus). Comme l'espèce souche, c'est un rongeur de la famille des Muridés. Il n'y a pas différentes « races » à proprement parler de Rattus norvegicus, seulement des souches ou lignées de laboratoires, ou différents « types » de rats : types de couleur, poil, oreilles, etc. Ils peuvent être alors légalement considérés comme domestiques, c'est le cas par exemple dans la législation française.
Ce rat, élevé à l'origine en captivité comme rat de combat, puis par les laboratoires, est de plus en plus en vogue dans les foyers en tant que NAC. Pâtissant trop souvent de l'image négative du rat sauvage, c'est pourtant un véritable animal de compagnie attachant et joueur pour un maître qui s'en occupe convenablement.

## Description

### Caractéristiques
- Durée de vie : 2,5 à 3 ans[a 1].
- Mode de vie : crépusculaire.

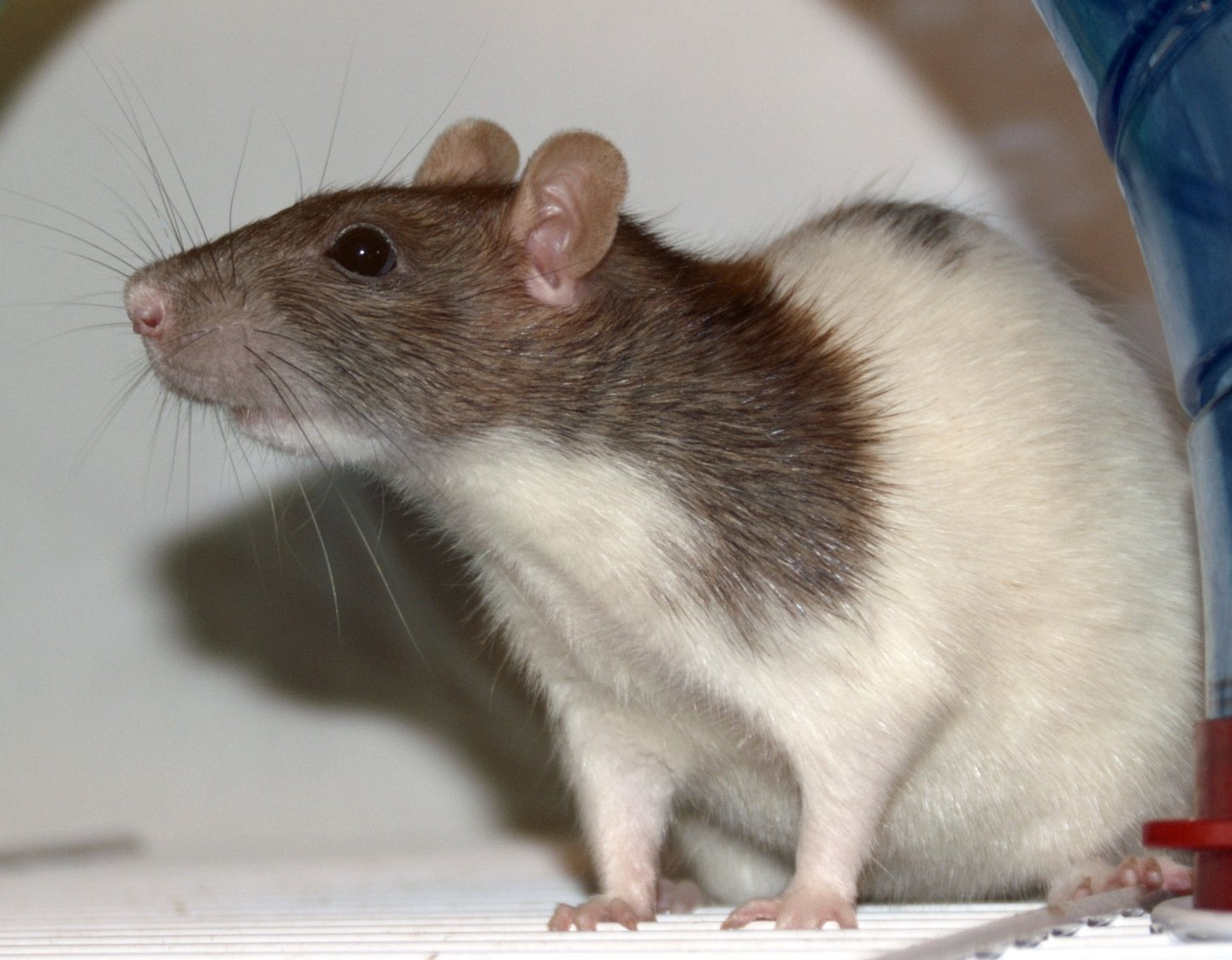
Rate bicolore, type hooded.

- Régime alimentaire : omnivore à tendance granivore (opportuniste).
- Poids moyen adulte : 250 à 500 g pour les femelles, 450 à 700 g pour les mâles.
- Taille à l'âge adulte : 20 à 28 centimètres à l'âge adulte sans compter la queue.
- Longueur de la queue: 13 à 15 centimètres[b 1].

### Différences avec le rat brun
Le Rattus norvegicus à l'état sauvage possède une couleur brune et un marquage uni alors qu'à force de sélection et de mutations le rat domestique revêt une robe de couleur allant du blanc au noir et des marquages assez variés. Cependant les plus grandes différences se font au niveau du comportement. Les rats domestiques sont bien sûr apprivoisés et ont donc moins peur de l'homme. En général, ils supportent aussi plus facilement la captivité et sont moins stressés que des rats bruns sauvages apprivoisés. Ils sont généralement sociables, paisibles et affectueux et se prêtent volontiers au dressage.

### Variétés
Biologiquement, le rat domestique appartient à l'espèce du rat brun, mais contrairement à ce dernier, il peut se parer de diverses robes. Ces variétés domestiques sont apparues souvent spontanément et ont été ensuite sélectionnées par l'homme.

#### Couleurs

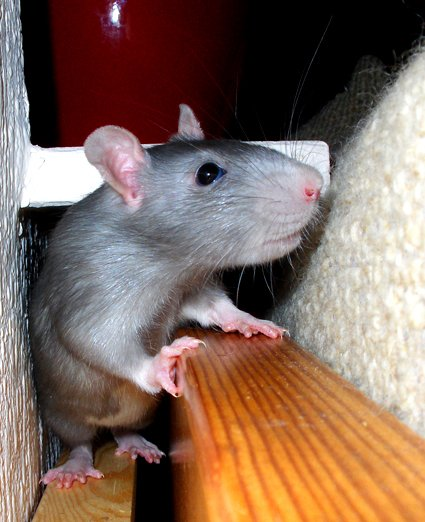
Rat bleu US.

Parmi les couleurs du rat domestique on trouve donc l'agouti (couleur naturelle du rat sauvage) et les couleurs de base agoutie (couleurs chinées, ventre plus clair) : bleu agouti, bleu russe agouti, cannelle, topaze, ambre… ainsi que des couleurs composées de plusieurs gènes de couleurs (platine agouti, bleu ambre, double bleu agouti, russian dove agouti, lynx, havane agouti, cannelle doré, cannelle pearl…).
Toutes ces couleurs se déclinent aussi en noir (génétiquement, absence d'agouti) et en couleurs de base noire (couleurs unies) : bleu US, bleu russe, mink et mock, beige, champagne… ainsi que les couleurs composées (platine, ice, bleu beige, bleu champagne, lavande, double bleu, dove pour les couleurs composées de bleu, havane, double mink, pearl…).
La dilution des pigments est un élément qui entre en compte dans l'expressivité de certaines couleurs. Parmi les dilutions du rat domestique on trouve l'albinos : le rat est d'un blanc uni, l'himalayen : le rat est blanc avec les extrémités du corps colorés, le siamois : le rat est de couleur crème avec les extrémités du corps colorées, le burmese (ou birman) qui ressemble au siamois mais le rat a une couleur plus foncée, et liés au gène burmese, les siamois, himalayens et albinos aux yeux noirs. Une autre dilution est le husky, qui induit un éclaircissement progressif du pelage au cours de la vie du rat.
La couleur des yeux du rat est comprise dans un sous-ensemble de la coloration du rat. Les yeux des rats domestiques peuvent arborer différentes couleurs. Le rat sauvage a les yeux noirs, le rat albinos a les yeux roses, le rat domestique présente des yeux qui peuvent être de différentes couleurs. On trouve des rats domestiques aux yeux noirs, rubis, rouges et roses. Les rats peuvent également avoir les yeux vairons, les yeux présentant chacun une couleur différente.

#### Marquages

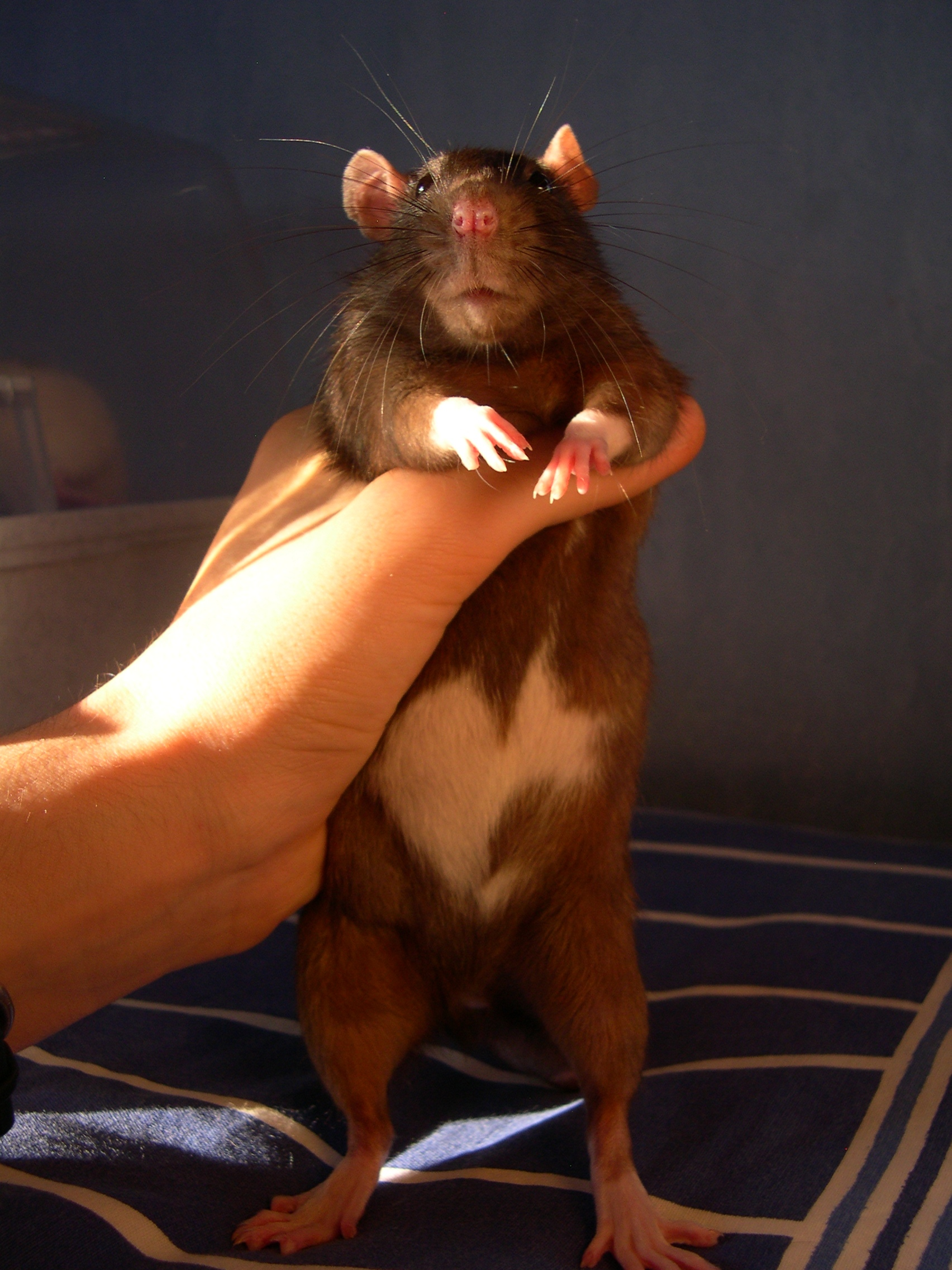
Rate domestique, type irish.

La grande variété du rat domestique est en grande partie due aux nombreux marquages qui existent. N'importe quel marquage peut toucher n'importe quelle couleur. Chaque rat a donc un marquage laissant apparaître ou non des zones blanches à divers endroits. On distingue différents types de marquages, certains s'étalant sur tout le corps, d'autres touchant le ventre et/ou le dos ou encore des marquages faciaux.

Les principaux marquages corporels sont les suivants :
- Uni : tout le corps du rat a une seule et même couleur (ou plus claire au niveau du ventre sur les bases agouties).
- Berkshire : le ventre et une partie des flancs du rats sont blancs.
- Irish : le rat a une (ou des) tache(s) blanche(s) (plus ou moins grande(s)) sur le ventre.
- hooded : le rat a la tête et les pattes avant colorées et présente une ligne colorée (plus ou moins large et pas forcément continue) sur le dos.
- Bareback : la tête et les pattes avant du rat sont colorées.
- Variegated : ressemble au hooded, mais la ligne sur le dos est très diffuse ou se compose de taches.
- Husky : le dessus de la tête, le dos et les flancs sont colorés.

D'autres marquages existent notamment les marquages faciaux qui s'ajoutent pour certains aux marquages corporels.

#### Pelages

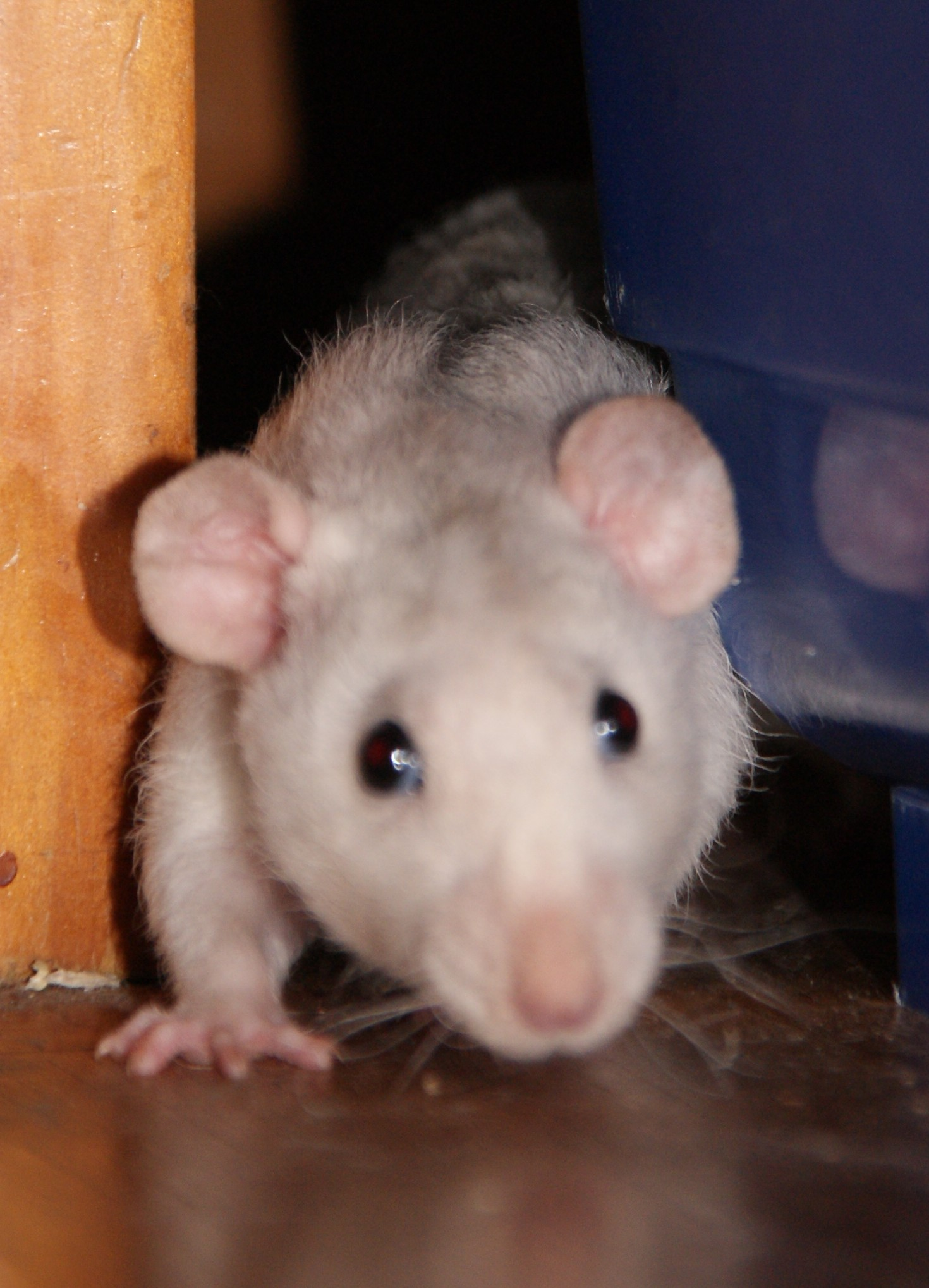
Rate rex et « dumbo ».

Chez le rat domestique il existe également plusieurs types de pelages. Le rat peut avoir un poil lisse, un poil rex qui a une apparence frisée, un poil velours qui est une version atténuée du rex (et qui est donc à mi-chemin entre le rex et le lisse), un poil double rex qui est frisé et plus ou moins clairsemé, un poil satin entrecoupé de poils très longs (mutation plus rare), un poil harley qui est plus long que le satin, ébouriffé et souvent clairsemé (encore rare). Le rat peut également être nu et ne pas avoir de poils ou alors un très léger duvet, le rat sera alors nu fuzz.

#### Autres
Les oreilles du rat peuvent également avoir différentes formes, elles peuvent être standard mais également plus basses et plus grandes, les rats sont alors dits « dumbo ». Les rats sont appelés ainsi à cause de la ressemblance avec Dumbo l'éléphant. Cette mutation physique est originaire des États-Unis.
Les rats Manx sont des rats sans queue. Ils sont désignés manx en référence au chat manx Mais cette mutation génétique fragilise sensiblement le rat qui se sert de sa queue pour diverses fonctions essentielles : régulation de la température et équilibre entre autres. Il arrive que certains manx soient déformés au niveau du bassin.

## Le rat domestique et l'homme

### L'histoire du rat domestique

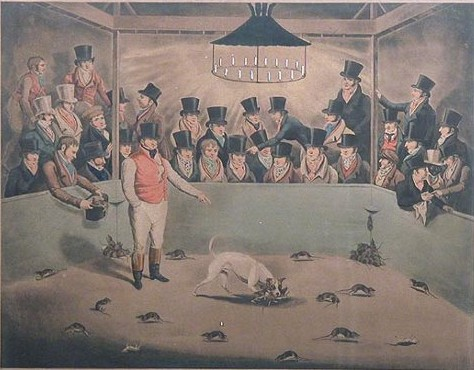
Jeu de sang du XIXe siècle incluant des rats et un chien ratier.

Le rat de compagnie et le rat de laboratoire partagent des origines communes. L'origine du rat domestique commence en Europe, au XVIIIe siècle et au XIXe siècle avec les attrapeurs de rats qui capturaient les rats pour les tuer ou pour les vendre afin qu'ils finissent comme les victimes d'un jeu de sang. Le rat-baiting (combat de rat) était un jeu populaire au début du XXe siècle, il consistait à mettre plusieurs rats dans une sorte d'enclos et de parier sur le temps qu'un terrier mettrait à tous les tuer,,. Quelques élevages de rats auraient alors vu le jour. Le chasseur de rats Jack Black participe à leur acceptation dans la population en sélectionnant puis en élevant les rats les plus jolis et rares.

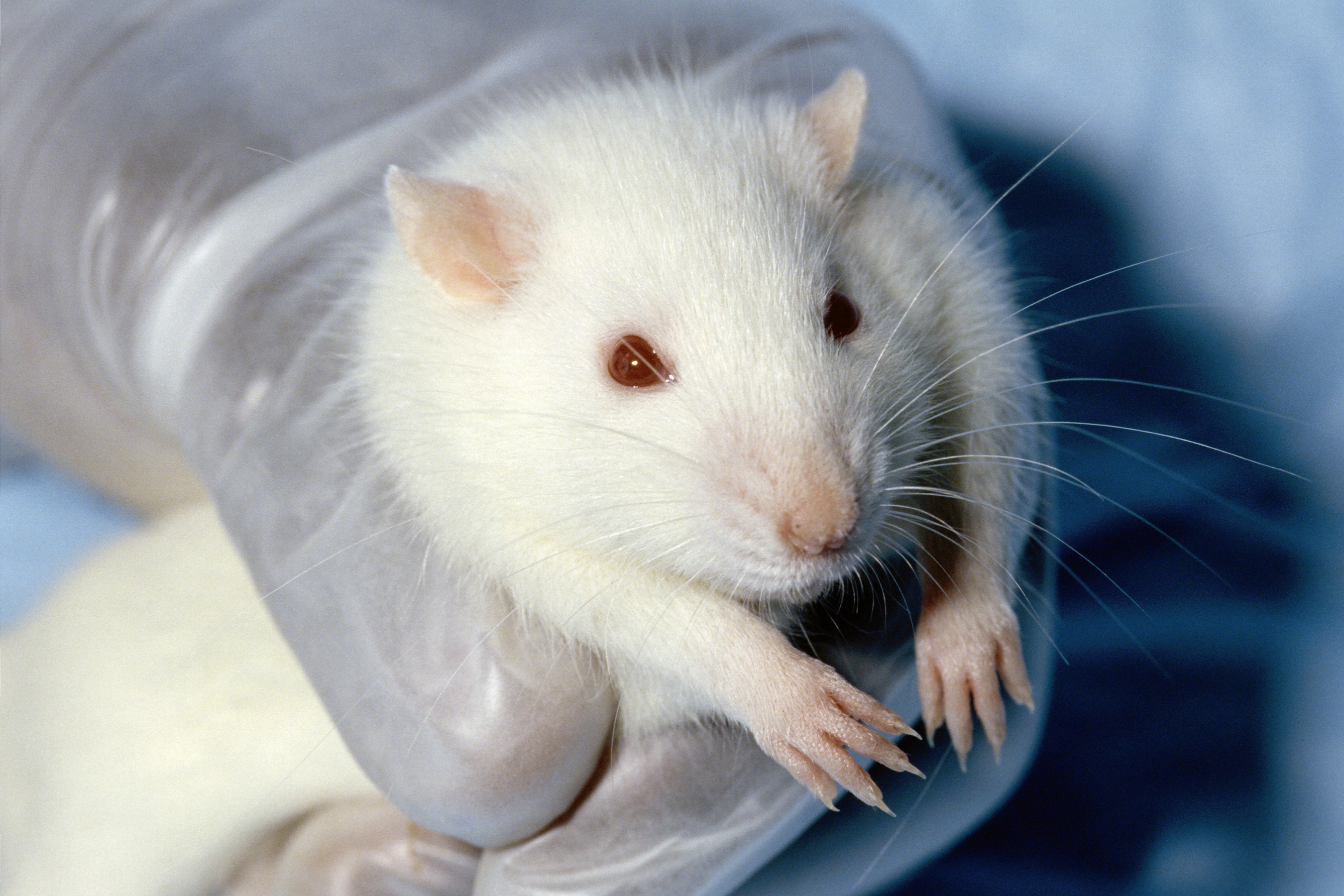
Rats de laboratoire de la lignée wistar.

D'autre part, c'est en 1828 qu'une première expérience scientifique a été faite sur un rat, sur le sujet du jeûne. Durant les trente ans qui suivent le rat fut utilisé pour plusieurs expériences et le rat de laboratoire devint l'un des premiers animaux à être domestiqué pour des raisons purement scientifiques. Les expériences sur la reproduction du rat brun ont été rapportées en Allemagne autour des années 1880. Aux États-Unis, les rats de laboratoire élevés en captivité ont tout d'abord été introduits dans un laboratoire de Chicago où ils ont été utilisés dans des études neurologiques et c'est en 1906 que quelques animaux de cette colonie ont été transférés au Wistar Institute de Philadelphie. Ce sont ces rats qui sont à l'origine de la souche de rats (en) wistar qui est omniprésente de nos jours.
Dans les années 1980, le rat a commencé à se frayer une place au rang des animaux de compagnie. Ce sont certains « marginaux » dits punks qui en sont les principaux initiateurs, et ce parfois par provocation. Puis une plus grande partie a fini par s’intéresser à ces rongeurs. De là est alors né le rat de compagnie.

### L'animal de laboratoire

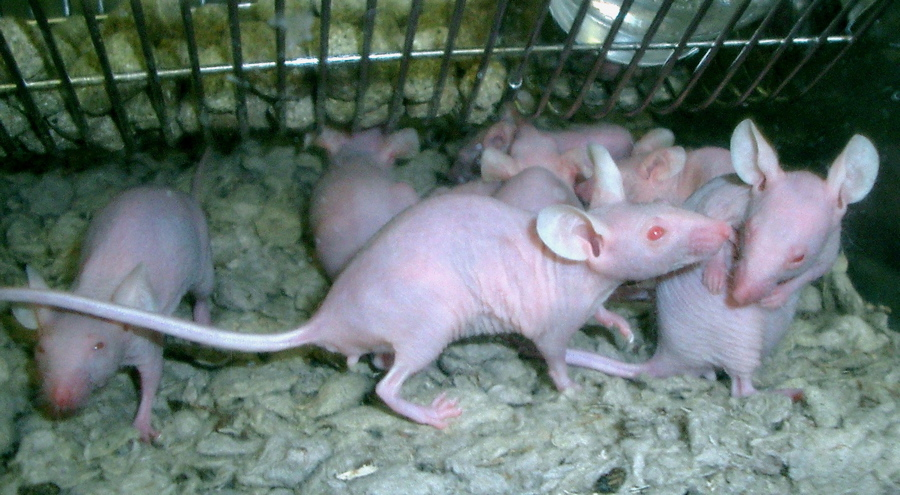
Rats de laboratoire nus.

Le rat est connu pour son intelligence. Il est capable de modifier son comportement pour échapper aux pièges et trouver de la nourriture. C'est donc un candidat idéal aux tests de comportement. De même, le rat est un petit animal résistant bien aux opérations, extrêmement prolifique, entre autres. Ces qualités-ci sont appréciées des chercheurs. Très étudié, on dit que c'est un organisme modèle.
Après la souris de laboratoire, le rat est le mammifère d'expérimentation le plus utilisé et compte pour à peu près 20 % du nombre total de mammifères utilisés dans la recherche.
Il existe de nombreuses sous-souches de la lignée (en) wistar, ayant des caractéristiques et des comportements propres. Elles sont créées par les laboratoires de recherche et répondent à des besoins spécifiques.
Le rat peut par exemple s'orienter parfaitement dans un labyrinthe compliqué pour trouver sa nourriture.
Il sert aussi à réaliser de nombreuses expériences permettant de faire avancer la recherche médicale.
Une équipe internationale de chercheurs a mis en évidence la capacité du rat à distinguer les causes des effets, ce qui est une découverte majeure car auparavant on pensait que seul l'homme était capable de « raisonnement causal »,.

### Le rat de compagnie

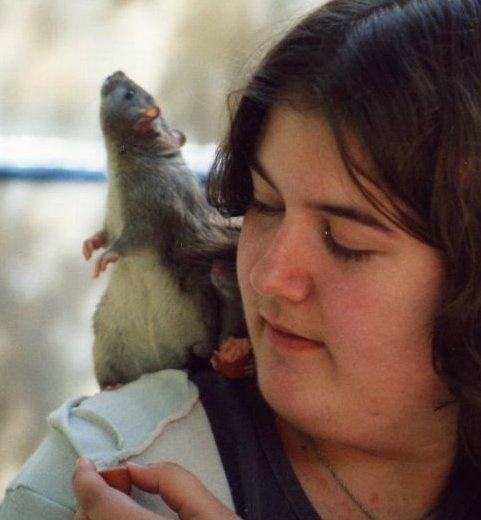
Rats sur une épaule.

Envers l'humain, le rat domestique apprivoisé a depuis perdu toute agressivité significative contrairement à son ancêtre le rat brun. Un rat en captivité ne mord pas sans raison valable. De plus, le rat de compagnie sait reconnaître ses maîtres, il se montre très social avec eux, et même complice. L'animal peut être câlin et joueur avec l'homme. On dit souvent que la femelle est plus joueuse et le mâle plus câlin. L’existence d'une multitude de marquages, de couleurs de pelage et autres sont aussi un facteur très important au niveau psychologique et font naître en lui un intérêt encore plus grand auprès du public. C’est un animal de compagnie agréable, attachant et ne cherchant pas à fuir. Lorsqu’il s’échappe ou lorsqu'on le sort il retourne volontiers dans sa cage. Il se bat rarement avec ses congénères et vit assez mal la solitude, c'est un animal grégaire.

#### «L'effet Ratatouille»
En 2007, des passionnés ont lancé une campagne de sensibilisation en France ainsi qu'en Suisse en prévision d'un engouement pour le rat autour de la sortie du film d'animation Ratatouille. Cette action a trouvé écho dans la presse et à la radio.
Comme ils le prévoyaient, les mois suivants la sortie du film, la vente des rats de compagnie a considérablement augmenté par effet de mode. On a constaté une augmentation des ventes de 50 % en Grande-Bretagne, 20 % en France, mais aucune en Suisse où l'on se méfie plus des achats impulsifs.
Les spécialistes recommandent toutefois de bien se renseigner avant d'adopter un rat sous l'influence de la mode.

## Élevage du rat domestique

### Environnement et hygiène
L'eau et la nourriture doivent être renouvelées quotidiennement, la nourriture fraîche non consommée retirée dans l'heure et les récipients tenus propres. Pour la santé des rats, on évitera les friandises du commerce, un bout de fruit les rendra heureux ou des légumes. Les pierres à sel ou faites de minéraux sont à proscrire car elles donnent des calculs rénaux.
Choix et entretien de la cage: Celle-ci doit être assez grande et aérée. Pour l'animal adulte, il faut compter un espace minimal d'environ 0,05 m3 par individu,,. Cet espace doit prendre en compte tous les accessoires qui vont meubler la cage et donc diminuer l'espace par individu.
Une cage à étages a l'avantage de permettre à l'animal de faire de l'exercice si le temps manque un jour pour le sortir. On la dispose loin des courants d'air ou des sources de chaleur mais dans une pièce animée où les rats profiteront d'une présence humaine.
La litière : elle doit être changée régulièrement et constituée de matériaux ne contenant pas de poussières ou de substances toxiques. Les copeaux de pin ou de cèdre sont à ce titre déconseillés,. Les litières recommandées sont avant tout les litières de chanvre, de lin et de maïs. Ces dernières doivent ensuite être choisies selon des critères de confort (chanvre) ou de neutralisation des odeurs (maïs). Attention à la litière de maïs il est préférable de la mettre dans un bac de litière comme ça vos rats ne feront qu'a un seul endroit. Il existe actuellement une nouvelle litière à base de carton venant d’Angleterre, très absorbante et économique.
Il est utile d'ajouter des jeux et des cachettes pour distraire les rats en captivité. Ceux-ci seront choisis en tenant compte de la facilité d'entretien, de leur innocuité et des dents de ces rongeurs. Il ne faut pas utiliser de roue car elles déforment la colonne vertébrale à plus ou moins grande échelle.
La cage et les accessoires doivent être nettoyés à fond une fois par mois,. Attention, si vous le faites trop souvent, le rat risque de sur-marquer la cage, ce qui dégage une odeur désagréable.
Aussi spacieuse et bien aménagée que soit la cage, le rat a besoin d'en sortir, de préférence plusieurs heures par jour, pour se dégourdir, faire de l'exercice, jouer et être en relation avec ses maîtres.

### Alimentation

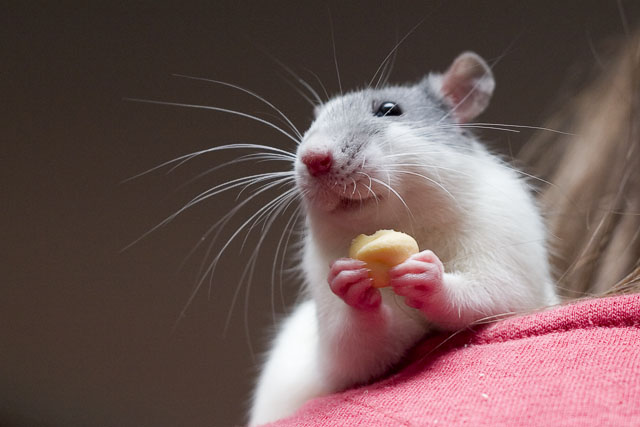
Rat en train de manger

Un rat mange l'équivalent de 8 à 10 % de son poids par jour. Il se nourrit principalement de grains : mais son caractère omnivore opportuniste ne lui fera pas dédaigner les croquettes du chien, la nourriture des autres rongeurs et oiseaux, les fruits et légumes…
Selon une étude menée par les Laboratoires Harlan, son alimentation doit respecter les taux de 14 % de protéines pour 4 % de lipides, pour un rat adulte en bonne santé. Il n'y a pas besoin de réguler la dose quotidienne de nourriture, ils savent se réguler d'eux mêmes. À noter que pour les vieux et jeunes rats, les taux doivent être plus importants pour les maintenir en bonne santé.
Comme pour de nombreux animaux, certains aliments sont à éviter pour le rat,,. Il est ainsi déconseillé de donner à un rat des agrumes car ils contribueraient au développement de certaines tumeurs chez le mâle ou du chocolat qui serait toxique à cause de la théobromine. Les boissons alcoolisées, les sodas, ou encore les pépins ou les noyaux de nombreux fruits sont eux aussi fortement déconseillés pour les rats.
D'autres aliments sont interdits, crus, mais possible une fois cuits. On a notamment les œufs et la viande blanche, qui peuvent contenir des germes de salmonelle pour l'un ou des vers particulièrement dangereux pour l'autre (comme pour l'homme).

### Reproduction du rat domestique

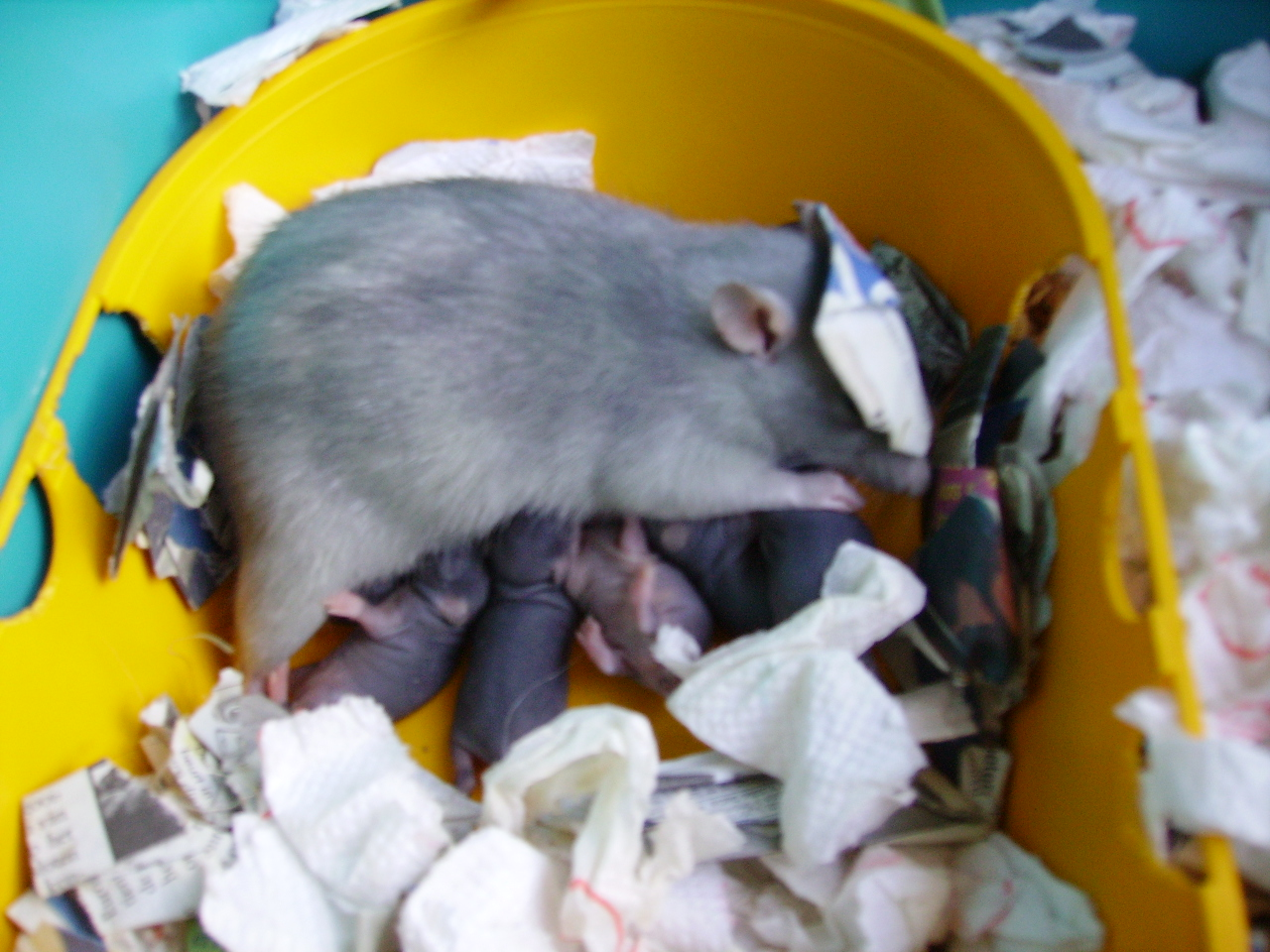
Rate allaitant ses petits

Les rats domestiques se reproduisent toute l'année, contrairement aux rats sauvages.

#### Âges conseillés
Pour la reproduction du rat de compagnie, il est préférable que la femelle ait entre 6 et 8-9 mois pour la première portée et un poids minimum de 250 - 300 g réduira les risques et que le mâle ait au moins 1 an (18 mois étant l'âge minimum conseillé) afin d'écarter tout problème comportemental lié aux hormones chez le rat adolescent et ainsi avoir un meilleur recul au niveau santé.
Alors que pour la reproduction d'expérimentation, il est préférable que la femelle soit âgée d'au moins 3 mois et qu'elle pèse 200-275 g et que le mâle soit utilisé comme géniteur avant l'âge de trois mois ou bien avant d'avoir atteint 274-350 g de poids corporel. Mais ces paramètres dépendent de la souche de rat. Une femelle continue d'élever ses portées jusqu'à un âge avancé mais elles deviennent progressivement moins régulières après ses un an, ses capacités de reproduction ayant déjà diminué.

#### Mise bas et élevage des ratons
La femelle peut être à nouveau féconde quelques heures après la mise bas, mais la saillie pourrait également blesser les petits. Les portées sur portées sont dangereuses pour la santé de la rate et de ses petits.
L'importance en nombre de ratons d'une portée peut se traduire par une sous-nutrition des ratons les plus faibles, qui sont écartés des mamelles par les plus forts en l'absence d'intervention de l'éleveur.
Les rats possèdent une hiérarchie et des mœurs complexes, la plupart de ces comportements s'apprennent quand le rat est très jeune, jusqu'à ses 6 semaines au sein de la portée (sevrage social ou psychologique). Si le rat a été séparé trop tôt de sa mère, de sa portée ou d'autres rats, il risque d'avoir mal appris ces « codes », de ne pas pouvoir s'intégrer dans un groupe et présentera des troubles du comportement.

### Santé

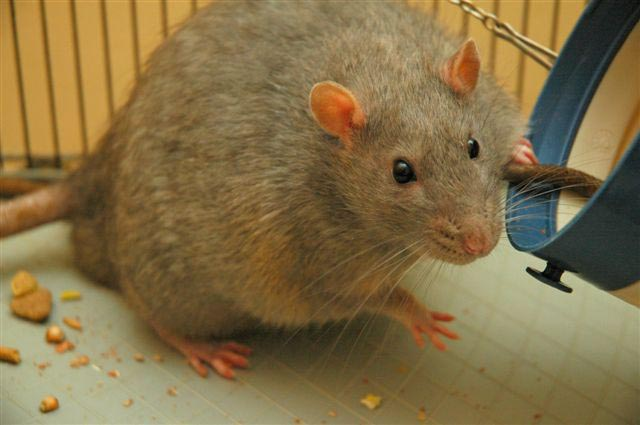
Rat diabétique à cause de problèmes génétiques.

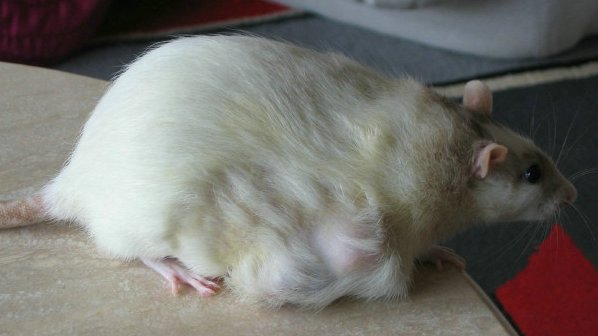
Ratte souffrant de tumeurs mammaires

#### Maladies
Les rats sauvages ou errants, comme d'autres animaux, peuvent transmettre de nombreuses maladies à l'Homme : salmonellose, leptospirose, typhus murin, sodoku, fièvres, trichinose, méningites…
La peste était en fait transmise par les puces qui parasitaient les rats, et le rat n'est pas un animal porteur de la rage.
Dans les pays occidentaux il peut surtout transmettre la leptospirose.
Les rats domestiques, élevés en captivité et qui ne sont pas mis en contact avec des rats sauvages, n'attrapent pas les mêmes maladies. Ils sont porteurs de peu de zoonoses. Il est pourtant recommandé d'aller consulter un vétérinaire en cas de doute.
Ils sont aussi sujets de manière fréquente aux abcès, aux maladies des voies aériennes, aux diarrhées mais surtout aux tumeurs.

#### Parasites
Les rats sont sensibles à certains parasites, dont certains sont transmissibles à l'homme comme la gale sarcoptique, la gale notoedrique, les puces, les poux du rat, la teigne et les vers intestinaux. De manière générale, certains de ces parasites sont transmis par d'autres animaux, et certains ne se développent que dans de mauvaises conditions d'élevage, dans les animaleries notamment.
La gale notoedrique est le parasitisme le plus fréquent chez le rat d'élevage,.

#### Particularités
Une particularité anatomique chez le rat fait que, pendant son sommeil ou en cas de stress intense (bataille de domination, hypernervosité souvent due à une agressivité hormonale, etc.), on note l'apparition de sécrétions rouges au niveau des yeux et/ou du nez. On appelle cette particularité la « chromodacryorrhée ». C’est le résultat de la fabrication d’un pigment rouge (porphyrine) qui colore les sécrétions aqueuses. À ne pas confondre avec une maladie virale qui provoque des symptômes équivalents.
Il est fortement déconseillé d'attraper un rat par la queue car il y a un risque d'autotomie.

## Éthologie
Le rat domestique est un animal social, sujet d'étude privilégié en éthologie du fait de la complexité de ses mœurs et de sa faculté d'adaptation et d'apprentissage.

### Hiérarchie

#### Cohabitation

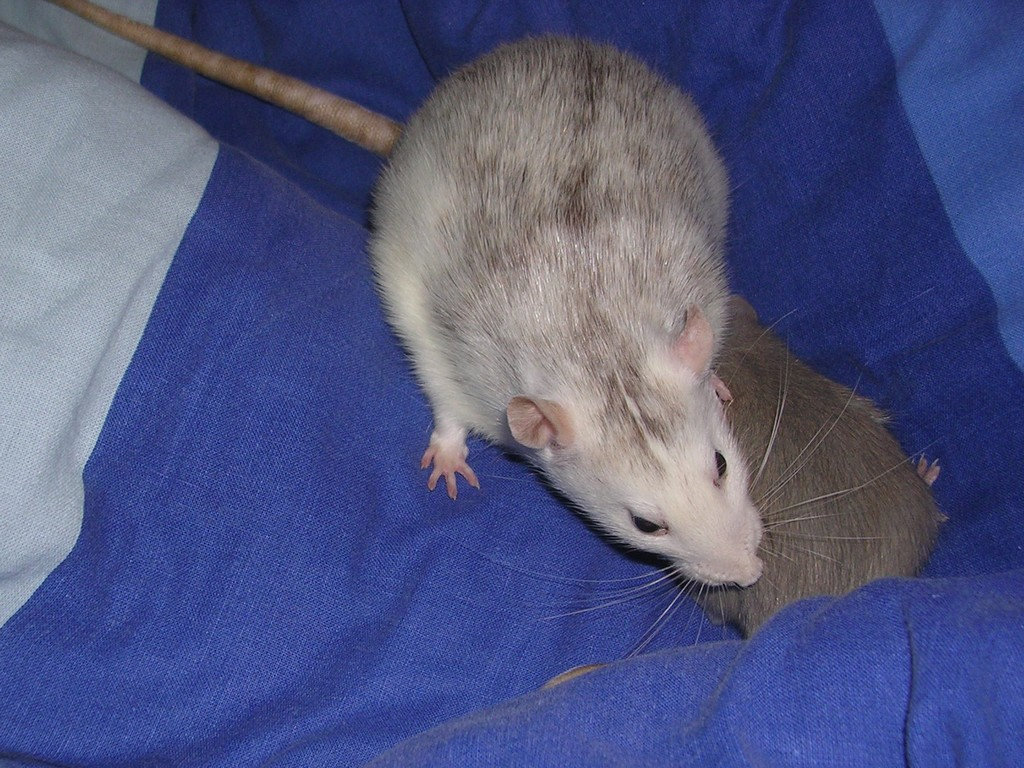
Premier contact entre deux rates.

Ils ont besoin d'avoir la possibilité d'être en contact en permanence. Une hiérarchie claire règne dans la bande. Le dominant remet les plus jeunes mâles à leur place. Une bande occupe et défend un territoire bien précis, ce qui est aussi le cas dans les rapports dans une cage[réf. nécessaire].
Lorsque deux rats se rencontrent et font connaissance, ils s'échangent des informations (essentiellement par leur odeur). S'ils vont partager le même lieu de vie, certains principes devront se mettre en place. Généralement, s'ils sont du même sexe, deux rats qui sont en terrain neutre et qui ne se connaissent pas, vont s'ignorer. Tout dépend évidemment de leur caractère et aussi de leur âge, deux rats jeunes s'intéresseront l'un à l'autre, un rat un peu plus âgé pourra rester indifférent avec un jeune (toujours sur terrain neutre). En terrain non neutre, c'est-à-dire sur le terrain d'un des rats (sa cage par exemple), celui-ci aura tendance à vouloir le défendre ; il risque donc d'attaquer le nouveau venu. Dans un lieu qui sera le territoire des deux rats, comme la cage qu'ils devront partager, et qui doit être soigneusement nettoyée pour enlever toute odeur si un des rats y a déjà vécu, la hiérarchie du futur groupe ou couple se mettra en place,.

#### Dominant et dominé
Cette hiérarchisation est essentielle au bon fonctionnement du groupe. Chacun y trouve sa place et connaît le comportement à adopter. Un groupe sans hiérarchie est un groupe instable qui peut vite tourner à la tragédie.
Cette hiérarchisation sera de temps à autre remise en cause, quand un des individus du groupe revendiquera sa place,,.
Le rat dominant du groupe est reconnaissable à certains comportements :
- Pour mettre la hiérarchie en place ou la consolider, le dominant renverse le dominé sur le dos, les pattes avant posées sur le poitrail de l'autre rat.
- Le dominant présente son postérieur levé au dominé et le frotte sur le dos de celui-ci. Il le marque ainsi de son urine et se « l'acquiert ». Ce genre de comportement est surtout fréquent chez les mâles.
- Le vol de nourriture aux dominés qui se laissent faire.

Le rat soumis montre clairement sa soumission au dominant pour éviter toutes « représailles » :
- Dans la position sur le dos infligée par le dominant au moment de la mise en place ou de la remise en cause de la hiérarchie, le rat dominé ne doit plus bouger pendant quelques secondes. Il accepte ainsi sa place dans le groupe.
- Il arrive que certains dominés fassent des « offrandes » au(x) dominant(s) et leur apportent de la nourriture qu'ils déposent juste devant eux.
- Le couinement invétéré : le dominé couine par « prévention », par exemple quand le dominant veut lui prendre sa nourriture ou quand il lui cherche des noises. C'est un signe de protestation et de défense.

#### L'expérience de Didier Desor

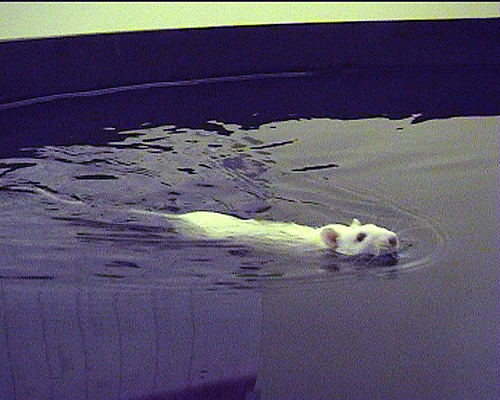
Rat nageant.

Une expérience a été effectuée sur des rats afin d'étudier leur aptitude à nager mais également leur comportement au sein d'un groupe. Didier Desor, chercheur du laboratoire de biologie comportementale de la faculté de Nancy a réuni six rats dans une cage dont l'unique issue donnait sur un bassin rempli d'eau qu'il fallait traverser pour atteindre une mangeoire distribuant les aliments. Il a alors été constaté que les six rats n'allaient pas chercher leur nourriture en nageant de concert. Des rôles de hiérarchie sont apparus et étaient ainsi répartis : Trois rats exploiteurs qui ne nageaient jamais mais étaient nourris par les nageurs. Trois rats qui étaient exploités et allaient chercher la nourriture en nageant sous l'eau. Lorsqu'ils revenaient à la cage, les trois exploiteurs les forçaient à leur donner la nourriture et ce n'est qu'après avoir nourri les trois exploiteurs que les trois exploités soumis pouvaient se permettre de consommer leurs propres croquettes. Il y avait parfois un rat autonome, un nageur assez robuste pour ramener sa nourriture et la garder pour lui.
La même structure (trois exploités, trois exploiteurs ± un autonome) se retrouva dans les vingt cages où l'expérience fut reconduite. De même, Didier Desor plaça six rats exploiteurs ensemble. Ils se battirent toute la nuit. Au matin, ils avaient recréé les mêmes rôles. Trois exploiteurs et trois exploités. Le même résultat fut obtenu en réunissant six exploités dans une même cage,.

### Vie sociale
Les rats ont aussi des comportements qui n'ont rien à voir avec une confrontation. Ils permettent de resserrer les liens entre les membres du groupe et d'assurer la cohésion de celui-ci.

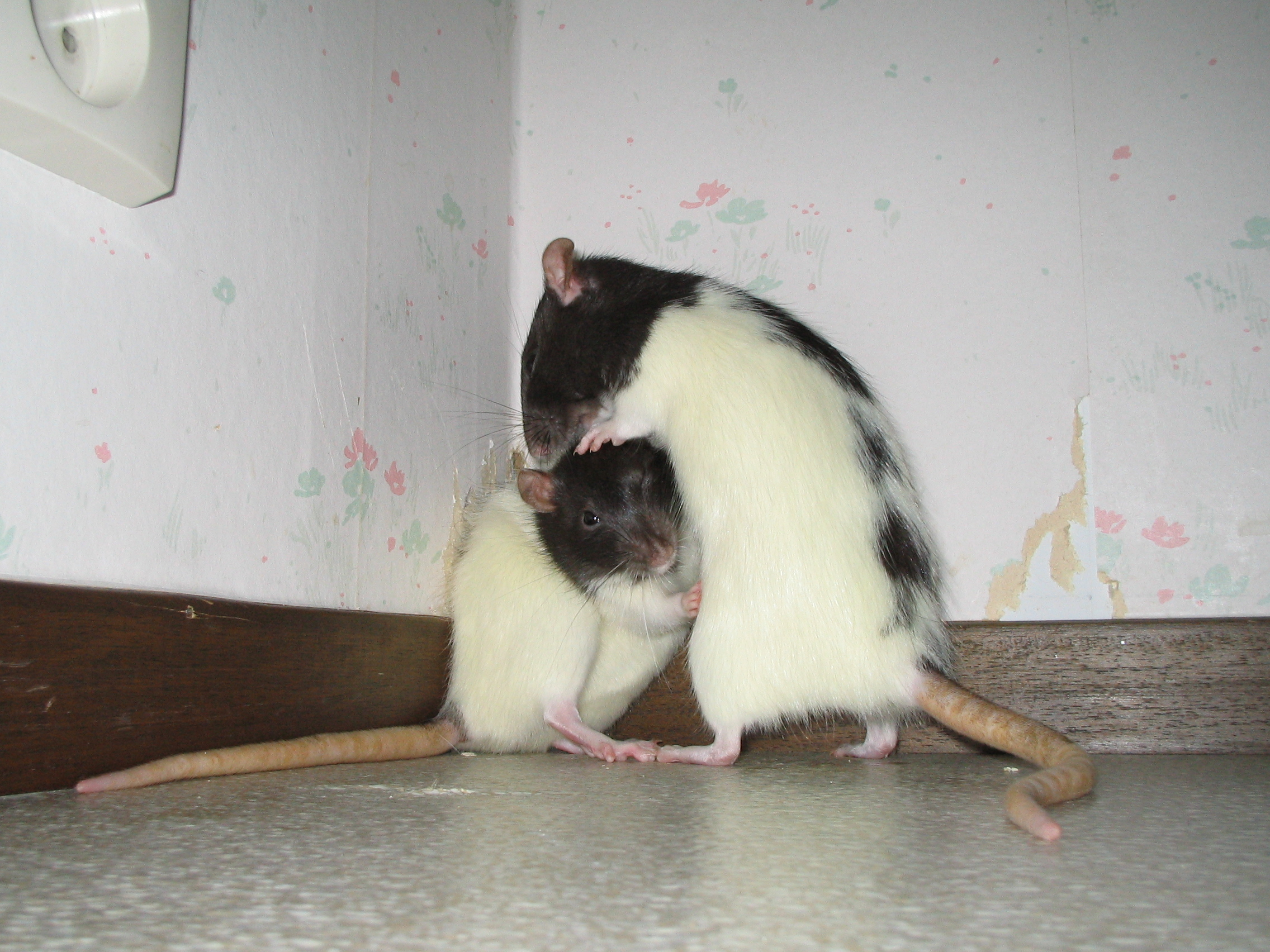
Rats faisant leur toilette mutuelle.

La toilette, par exemple, est un moment privilégié pour les rats. Le rat est un animal très propre qui doit faire sa toilette environ 6 à 8 fois par jour. La toilette se fait par léchage et grignotage du poil, un peu comme les chiens, avec lissage du poil avec les pattes de devant. Un rat peut très bien faire sa toilette tout seul, mais les membres du groupe se la font aussi entre eux. C'est un signe d'attachement entre les rats. C'est le dominant qui décide quand elle commence et quand elle finit, que ce soit lui ou l'autre qui la fasse.
Le fait de dormir en « tas » resserre également l'union au sein du groupe. C'est un reste du temps où le rat était encore petit : les bébés de la portée se mettent en tas pour se tenir chaud, car le raton n'a pas de système de régulation de sa température corporelle. C'est aussi une façon de sentir la présence des autres et de sentir son intégration dans le groupe.
Le « montage » fait également partie des relations sociales. Une rate qui aura ses chaleurs se fera monter par une autre qui la soulagera. C'est généralement la même rate au sein du groupe qui monte toutes les autres ; bien évidemment, tout dépend du nombre de femelles dans la cage. On retrouve le même cas chez les mâles, mais le « soulagement » se fait bien entendu dans l'autre sens. Dans le cas des mâles, c'est le dominant qui monte le dominé.
Les rats appartenant à un même groupe se marquent les uns les autres par quelques petites gouttes d'urine. De même, les rats se reniflent les fesses comme le font les chiens, cela arrive surtout lors du processus d'intégration d'un nouveau rat.

### Analyse du comportement

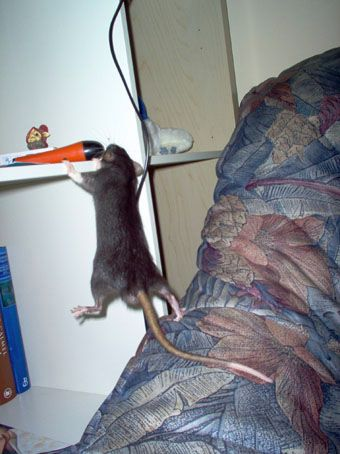
Rat grimpant sur une table.

#### Agressivité et peur
Les signes d'agressivité sont à surveiller, car ils dénotent une mauvaise entente entre deux rats. L'incompatibilité d'humeur existe aussi chez les rats, il arrive que deux rats ne s'entendent pas et ne puissent jamais s'entendre. La rencontre ou la coexistence peuvent très mal se terminer si ces signes ne sont pas décelés à temps. 

Un rat est agressif quand son poil se hérisse, quand il souffle fortement par à coups par les narines et quand il « trépigne » des pattes avant ou qu'il sautille. Le rat peut également se « coller » à son rival et lui donner des coups de patte. Ce sont des signes d'intimidation qu'il ne faut pas prendre à la légère, et mieux vaut dans ce cas éloigner l'autre rat. Cela pourrait très vite dégénérer et finir par des blessures assez graves.
Un rat qui a peur est assez démonstratif aussi. Il va tout d'abord avoir les oreilles qui se rabattent vers l'arrière de la tête. Dans le cas d'un homme qui prend un rat non habitué aux humains, il va crier comme on égorge un cochon (le cri y ressemble assez) et lâcher des crottes et de l'urine par peur.

#### Excitation et jeux

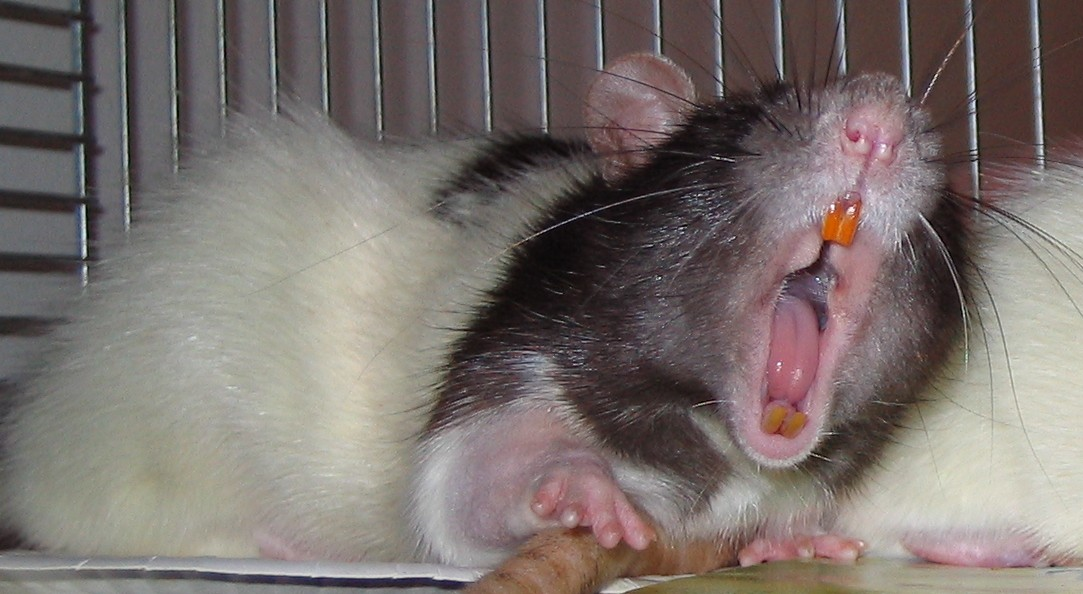
Rat fatigué

Le rat a ses phases d'excitation. Un rat excité va sautiller, et va par exemple partir en trombe se cacher quelque part pour ressortir aussitôt quand on fait un bruit ou que l'on leur « pince » l'arrière-train. Il aura les oreilles dressées avec parfois de petits mouvements attentifs et voudra jouer avec vos mains à « qui sera le plus fort », en mordillant les doigts.
Le rat est très joueur et peut réclamer. Des jeux très simples peuvent être mis en place. Il n'y a pas que les chats qui courent après un bout de ficelle, le rat peut le faire aussi et en raffole. Aussi, avec douceur, on peut le pousser vers l'arrière, le rat va faire un effet boomerang, plus on le pousse, plus il en redemande. On peut même le faire courir après sa propre queue rien qu'en mettant le doigt dessus. Il arrive d'ailleurs qu'il le fasse tout seul afin d'attirer l'attention de son maître, ce qui peut se traduire par une envie de jouer. Le jeu est très important pour le rat, animal social s'il en est.

#### Dressage ludique
Le rat domestique de par sa propension au jeu et sa gourmandise sans fin se prête à merveille au jeu du dressage. Par le jeu il est possible de lui apprendre une multitude d'exercices des plus simples aux plus complexes.
Présenté à l'apprentissage de manière ludique, le rat se prête volontiers à la répétition si toutefois on respecte son appréhension naturelle pour toute nouvelle situation. La gradation est primordiale dans tout nouvel apprentissage. Un exercice simple avec une petite récompense à la clef, petit à petit, pourra se transformer en véritables prouesses si tant est que le dresseur sache faire preuve d'intuition.
Typiquement, il est très simple de motiver un rat domestique avec une friandise (qui saura concilier santé et gourmandise et toujours en petite quantité).
L'utilisation de la logique du clicker facilite le marquage du comportement attendu et rend l'apprentissage plus rapide et plus précis d'autant plus lorsque le comportement attendu est spécifique, un claquement de langue pouvant avantageusement remplacer cet accessoire.
Les possibilités de dressage pour le rat sont vastes :
- Apprentissage de la propreté ;
- Rappel ;
- Éviter les comportements nuisibles (grignotages, mordillements, brutalité) ;
- Définir une zone virtuelle de jeu ou de vie sans avoir à poser de limites physiques ;
- Une palette de jeux très vaste (tourner sur soi, se dresser sur ses postérieurs et faire quelques pas, rapporter un objet, résoudre différents casse tête, faire du saut d'obstacle, faire la course, apprendre un parcours, reconnaître des couleurs ou des symboles, réaliser des exercices d'équilibre, jouer au basket[48])...

Le dressage du rat domestique requiert un temps certain et une répétition régulière, patience et bienveillance envers son animal étant les prérequis évidents comme dans tout dressage.

#### Contentement
Le rat content est aussi assez expansif. Il va claqueter des dents, frotter ses dents les unes contre les autres comme tous les rongeurs. Ce frottement entraîne parfois l'exorbitation temporaire des yeux.
À noter que le même comportement peut être adopté par un rat stressé. Les jeunes rats peuvent même "rire" quand on leur caresse le ventre.

#### Chaleurs
Une rate qui a ses chaleurs sera excitée (voir plus haut) et fera de petits bonds rapprochés quand on lui touchera la croupe. Elle frétillera des oreilles et se cambrera quand on la caressera. Certaines rates sont beaucoup plus démonstratives que d'autres, il se peut aussi que ce genre de signes ne se manifestent pas malgré une effective période de chaleurs.

## Utilisations
En raison de son odorat et de ses capacités d'apprentissage, le rat peut être utilisé pour des activités de détection telles que
- détection d'explosifs et de mines enterrées ;
- détection de la tuberculose en humant des échantillons de mucus (100 échantillons traités à la minute)[49] ;
- détection de présence d'une espèce protégée lors d'un trafic d'animal (On entraine ainsi en 2017 en Belgique, avec le soutien du U.S. Fish and Wildlife Service des rats africains pour tenter de détecter dans les véhicules, ports ou aéroports l'un des animaux les plus braconnés au monde, le pangolin dont les écailles (composition semblable à celle des ongles humains) sont en Asie supposées avoir des propriétés médicinales)[50].